# Ferdinand von Hochstetter

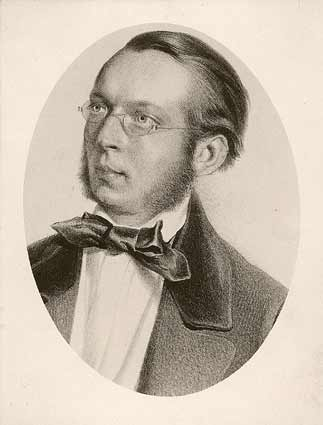
Ferdinand von Hochstetter

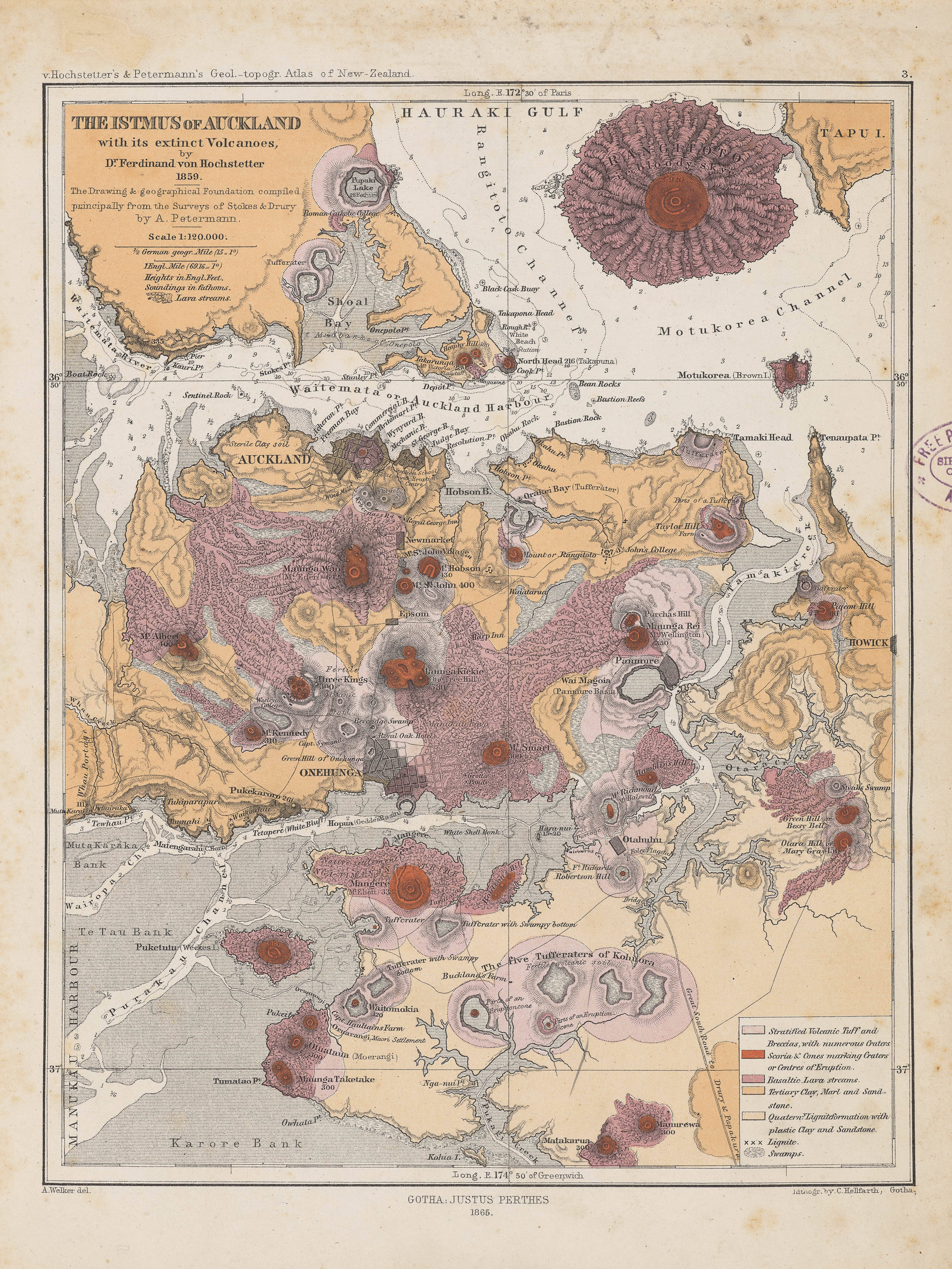
Mapa de Hochstetter del camp volcànic d'Auckland, de 1859

Christian Gottlieb Ferdinand Ritter von Hochstetter (30 d'abril de 1829 – 18 de juliol de 1884) va ser un geòleg alemany.
Nasqué a Esslingen, Württemberg, fill del també botànic Christian Ferdinand Friedrich Hochstetter (1787-1860). Estudià a la Universitat de Tübingen. Va ser escollit com geòleg en l'expedició del vaixell Novara (1857–59) en un viatge al voltant del món.
El 1859 va treballar pel govern de Nova Zelanda per a una investigació geològica del país. A la seva tornada, el 1860 va ser professor de mineralogia i geologia a Viena. Explorà parts de Turquia i de Rússia oriental. Morí a Oberdöbling prop de Viena
El pic Hochstetter a la Península Trinitat a Antàrtida rep el nom per Ferdinand von Hochstetter.

## Taxonomia
La granota endèmica de Nova Zelanda,, Granota de Hochstetter's, (Leiopelma hochstetteri) rep el seu cognom. Altres espècies també com el Takahe, Porphyrio hochstetteri, i Powelliphanta hochstetteri

## Publicacions
- Karlsbad, seine geognostischen Verhältnisse und seine Quellen (1858)
- Neu-Seeland (1863); publicada en anglès com New Zealand: its physical geography, geology, and natural history: with special reference to the results of government expeditions in the provinces of Auckland and Nelson (1867)
- Geological and Topographical Atlas of New Zealand (1864)
- The geology of New Zealand: (1864)
- Leitfaden der Mineralogie and Geologie (with A Bisching) (1876, ed. 8, 1890).